# Александър Куприн
Александър Иванович Куприн (на руски: Алекса̀ндр Ива̀нович Купрѝн) е руски писател, пилот, изследовател и пътешественик.
Сред най-известните му творби са „Молох“ (1896), „Олеся“ (1898), „Дуел“ (1905), „Суламит“ (1907), „Гранатова гривна“ (1911) и пр. Владимир Набоков го нарича „руският Киплинг“ заради историите му за пътешественици-изследователи.
През живота си Куприн пробва много и различни професии – офицер, цирков артист, църковен певец, лекар, ловец, рибар и т.н. Неговите ранни къси разкази, в които често се говори за коне и други животни, са пропити с любов към живота във всичките му измерения. Бързо печели популярност след като Толстой го провъзгласява за достоен приемник на Чехов. За връх в неговото творчество е определян шпионският разказ „Щабскапитан Рибников“ (1906).
Впоследствие интересът на Куприн към литературата намалява и той се отдава на ходене по кръчми и бордеи.
След Октомврийската революция емигрира във Франция. На 31 май 1937 г. се връща в Москва, където само година по-късно умира. Той е погребан в Ленинград, на Литераторские мостове, близо до гроба на Тургенев.